# Phyllomyza lutea
Phyllomyza lutea är en tvåvingeart som beskrevs av Meijere 1914. Phyllomyza lutea ingår i släktet Phyllomyza och familjen sprickflugor. Inga underarter finns listade i Catalogue of Life.